# 中澤奨
中澤 奨（なかざわ しょう、男性、1992年12月9日 - ）は、日本の元プロボクサー。大阪府大阪市出身。大橋ボクシングジム所属。以前は大阪帝拳ジムに所属していた。ニックネームは「浪速のショー」。

## 来歴

### アマチュア
辰吉丈一郎に憧れ、小1より辰吉が所属していた大阪帝拳ジムでボクシングを始め、興國高校2年で選抜、国体、3年で総体、国体の高校四冠を達成。
卒業後は東京農業大学進学。
2012年、ロンドンオリンピック日本代表選考会に出場するが、清水聡に敗れ代表を逃す。
11月の全日本選手権バンタム級で優勝し、最優秀選手賞にも選ばれた。
2013年3月、大学中退。

### プロ
2013年5月、B級プロテスト合格。
8月24日、大阪府立体育会館第2競技場にてデッチャイ・ボビージム（タイ）戦でプロデビュー、1回TKOで勝利。
12月1日、松下IMPホールにてペッチャムナート・マノプカルンチャイ（タイ）を2回TKOで降し2戦連続KO勝利。
2014年4月23日、大阪城ホールにてペッチナクルア・トーナッタサク（タイ）を1回TKOで降し3戦連続KO勝利。
5月22日、島津アリーナ京都にてインドネシアスーパーバンタム級5位ガン・ティヌラールを2回KOで退け4連続KO勝利。
2017年9月2日、後楽園ホールにて日野僚に8回判定負け。
2018年2月22日、自身のツイッターで大橋ボクシングジムへの移籍を発表した。
2018年8月17日、後楽園ホールでアーマド・ラヒザブ（インドネシア）と対戦し、3回2分28秒TKO勝ちを収めた。
2018年12月3日、後楽園ホールでジョン・ジェミノ（フィリピン）と対戦したが、2回2分25秒KO負けを喫した。
2019年4月8日、後楽園ホールでインドネシアスーパーフェザー級4位のジオ・アフルアンドと対戦し、3回2分17秒TKO勝ちを収めた。
2019年7月1日、後楽園ホールで伊藤仁也と対戦し、1回2分12秒TKO負けを喫した。
2020年7月16日、自身のTwitterで現役引退を発表した

## 戦績
- アマチュアボクシング：102戦 92勝 (45RSC) 10敗[1]
- プロボクシング：16戦 12勝 (6KO) 4敗

| 戦           | 日付           | 勝敗 | 時間    | 内容    | 対戦相手                             | 国籍         | 備考           |
| ------------ | -------------- | ---- | ------- | ------- | ------------------------------------ | ------------ | -------------- |
| 1            | 2013年8月24日  | 勝利 | 1R 1:20 | TKO     | デッチャイ・ボビージム               | タイ         | プロデビュー戦 |
| 2            | 2013年12月1日  | 勝利 | 2R 1:57 | TKO     | ペッチャムナート・マノプカルンチャイ | タイ         |                |
| 3            | 2014年4月23日  | 勝利 | 1R 1:03 | TKO     | ペッチナクルア・トーナッタサク       | タイ         |                |
| 4            | 2014年5月22日  | 勝利 | 2R 2:17 | KO      | ガン・ティヌラール                   | インドネシア |                |
| 5            | 2014年11月24日 | 勝利 | 8R      | 判定3-0 | ジュンリエル・ラモナル               | フィリピン   |                |
| 6            | 2015年4月16日  | 勝利 | 8R      | 判定3-0 | アレキサンダー・カサレス             | メキシコ     |                |
| 7            | 2015年7月20日  | 勝利 | 10R     | 判定3-0 | シルベスター・ロペス                 | フィリピン   |                |
| 8            | 2015年12月19日 | 勝利 | 8R      | 判定3-0 | 渡部大介（ワタナベ）                 | 日本         |                |
| 9            | 2016年3月27日  | 敗北 | 4R 2:10 | TKO     | テイル渥美（渥美）                   | 韓国         |                |
| 10           | 2016年10月1日  | 勝利 | 8R      | 判定3-0 | ランディ・クリス・レオン             | フィリピン   |                |
| 11           | 2017年4月9日   | 勝利 | 8R      | 判定3-0 | ジョン・レイ・ロガティマン           | フィリピン   |                |
| 12           | 2017年9月2日   | 敗北 | 8R      | 判定0-3 | 日野僚（川崎新田）                   | 日本         |                |
| 13           | 2018年8月17日  | 勝利 | 3R 2:28 | TKO     | アーマド・ラヒザブ                   | インドネシア | ジム移籍初戦   |
| 14           | 2018年12月3日  | 敗北 | 2R 2:25 | KO      | ジョン・ジェミノ                     | フィリピン   |                |
| 15           | 2019年4月8日   | 勝利 | 3R 2:17 | TKO     | ジオ・アフリアンド                   | インドネシア |                |
| 16           | 2019年7月1日   | 敗北 | 1R 2:12 | TKO     | 伊藤仁也（三河）                     | 日本         |                |
| テンプレート |                |      |         |         |                                      |              |                |

## 獲得タイトル
アマチュア
- 第82回全日本アマチュアボクシング選手権大会バンタム級優勝